# Dédestapolcsány
Dédestapolcsány is een plaats (község) en gemeente in het Hongaarse comitaat Borsod-Abaúj-Zemplén. Dédestapolcsány telt 1641 inwoners (2001).